# National Historic Landmark

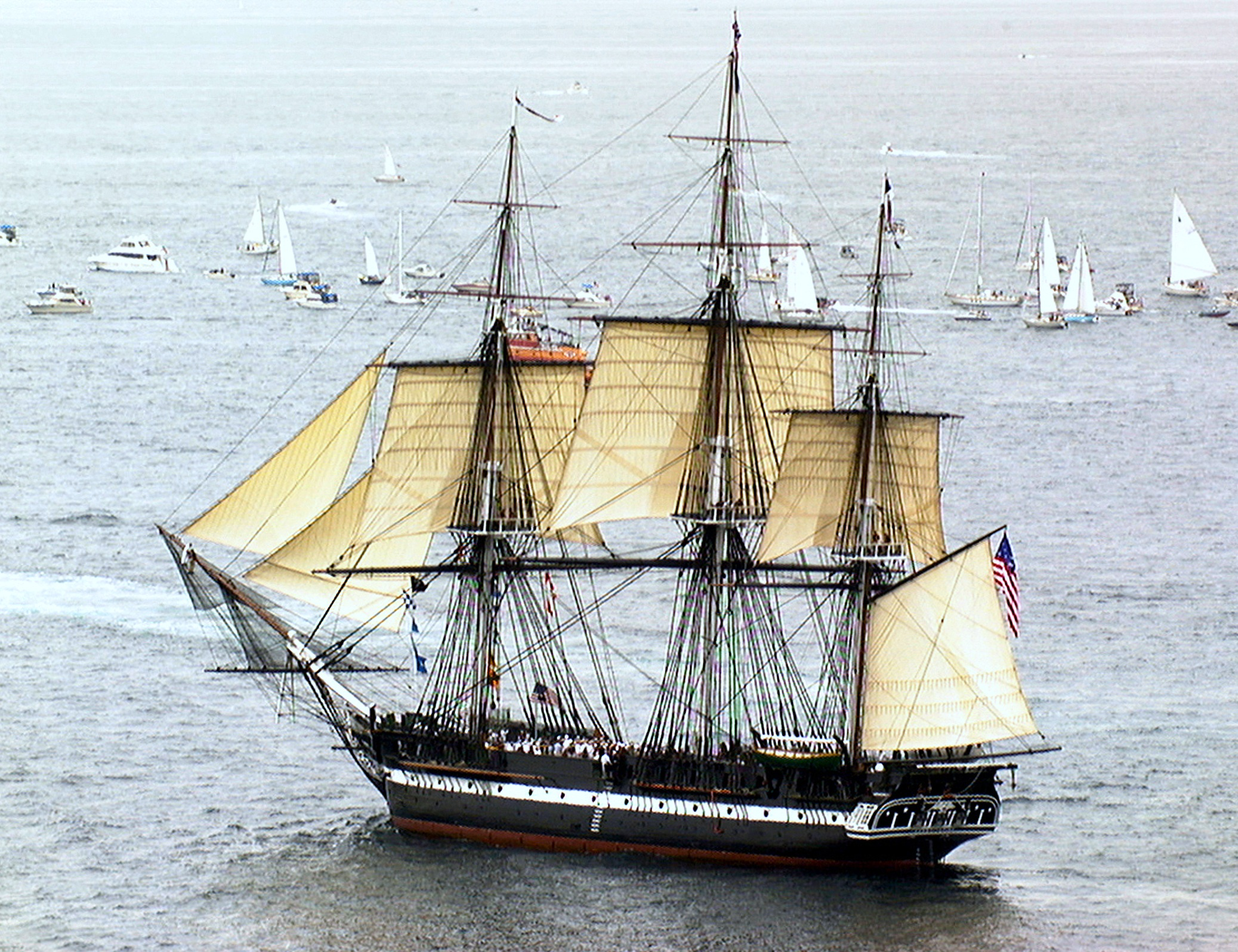
Narodowy Pomnik Historyczny USS Constitution

National Historic Landmark (NHL) – budynek, miejsce, twór natury, a nawet określony obszar, uznany za takowy przez rząd Stanów Zjednoczonych ze względu na swe historyczne znaczenie. Wszystkie NHL są wymienione w Narodowym Rejestrze Pomników Historycznych, jednakże z ponad osiemdziesięciu tysięcy miejsc w USA uważanych za historyczne, na liście NHL znajduje się zaledwie 2430.

## Historia programu NHL
9 października 1960 roku dziewięćdziesiąt dwa miejsca wskazał – jako NHL – sekretarz spraw wewnętrznych Fred Seaton. Pierwszym z nich był, nominowany 30 czerwca tegoż roku Pomnik sierżanta Floyda w Sioux City w stanie Iowa.

## Kryteria

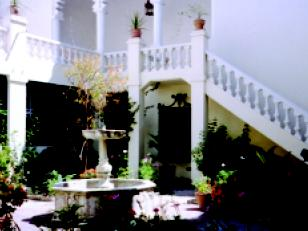
Dziedziniec amerykańskiego poselstwa w Tangerze

Miejsca lub obiekty mogą być wciągnięte na listę NHL jeżeli są:
- miejscami, gdzie wydarzyło się coś ważnego dla historii Stanów Zjednoczonych;
- miejscami, w których żyły lub pracowały wybitne osobistości;
- wyobrażeniami ideałów, które służyły kształtowaniu się narodu;
- wyróżniającymi się konstrukcjami wszelkiego rodzaju;
- miejscami przedstawiającymi sposoby życia Amerykanów;
- powiązanymi z historią pomnikami przyrody;
- stanowiskami archeologicznymi dostarczającymi informacji o prawdzie historycznej.

## NHL dzisiaj
Narodowe Pomniki Historyczne znajdują się we wszystkich 50 stanach. Spośród 2442 obecnie istniejących NHL ponad 10% (256) znajduje się w stanie Nowy Jork. W Dystrykcie Columbia (Waszyngton) jest 74, w Portoryko 15 oraz w innych wspólnotach i terytoriach zamorskich USA. W krajach ściśle związanych z USA, np. Mikronezja - 5, a jeden w obcym kraju: jest to budynek amerykańskiego poselstwa w Tangerze (Maroko) wykorzystywany przez dyplomatów Stanów Zjednoczonych przez 140 lat.
Na liście NHL znajduje się 128 statków i okrętów, jak również ich wraków. Jest wśród nich także niemiecki okręt podwodny U-505, który jest stałą ekspozycją Muzeum Wiedzy i Przemysłu w Chicago i jednocześnie swoistym pomnikiem ofiar Bitwy o Atlantyk.